# Бранице (гмина)
Бранице (пол. Branice) — сельская гмина (волость) в Польше, входит как административная единица в Глубчицкий повет, Опольское воеводство. Население — 7791 человек (на 2004 год).

## Демография
| Перепись                       | Всего   | Всего | Женщины | Женщины | Мужчины | Мужчины |
| ------------------------------ | ------- | ----- | ------- | ------- | ------- | ------- |
| Единицы                        | человек | %     | человек | %       | человек | %       |
| Население                      | 7791    | 100   | 3930    | 50,4    | 3861    | 49,6    |
| Плотность населения (чел./км²) | 63,9    | 63,9  | 32,2    | 32,2    | 31,7    | 31,7    |

## Сельские округа
1. Блищыце
2. Бранице
3. Боболюшки
4. Дзбаньце
5. Дзбаньце-Оседле
6. Дзержковице
7. Грудчаны
8. Яблонка
9. Якубовице
10. Йендрыховице
11. Левице
12. Неказанице
13. Михалковице
14. Посуцице
15. Туркув
16. Уцеховице
17. Веховице
18. Влодзенин
19. Вудка
20. Высока

## Соседние гмины
1. Гмина Глубчице
2. Гмина Кетш